# Kiwa Sakae
Kiwa Sakae (jap. 栄希和 Sakae Kiwa; ur. 14 marca 1994) – japońska zapaśniczka walcząca w stylu wolnym. Zajęła dwunaste miejsce na mistrzostwach świata w 2015. Pierwsza w Pucharze Świata w 2018 i siódma w 2013. Trzecia na MŚ juniorów w 2014 roku.
Jej rodzice, także byli zapaśnikami. Ojciec Kazuhito Sakae startował na igrzyskach w Seulu 1988, a matka Ryōko Sakae zdobyła cztery medale mistrzostw świata.